# Yasuko Matsuyuki
Yasuko Matsuyuki (jap. 松雪泰子 Matsuyuki Yasuko; ur. 28 listopada 1972 w Japonii) – japońska aktorka, znana głównie z ról w produkcjach telewizyjnych. Z kinem kojarzona przede wszystkim dzięki roli Yuko Kirishimy w filmie Poniedziałek (2000).

## Filmografia
- 2008: Detroit Metal City jako Menedżer
- 2007: Vexille jako Maria
- 2006: Hula gâru jako Madoka Hirayama
- 2006: Kogitsune Helen jako Ritsuko Ogawara
- 2004: Suna no utsuwa jako Asami Naruse
- 2002: Mayonaka no ame jako Yukiko Mizuwa
- 2002: Drive
- 2001: Chushingura 1/47 jako Fujimi
- 2000: Black Jack II
- 2000: Poniedziałek (Monday) jako Kobieta w białej sukience
- 2000: Anazahevun
- 1999: Afurika no yoru jako Yuka
- 1998: Kira kira hikaru jako Noriko Tsukiyama